# 塔沃斯塔王后
塔沃斯塔（英語：Twosret）古埃及新王国时期第十九王朝末任法老。（约公元前1191年—约公元前1189年在位），为塞提二世之妻，西普塔的继母。塞提二世去世，她与西普塔共同管理埃及。西普塔死后，她拥有王衔和权力，单独统治约一年去世。王位由塞特纳赫特继承，建立第二十王朝。